# Mumtaz Mahal
Mumtaz Mahal  (/[mʊmˈt̪aːz mɛˈɦɛl]/; n.đ. 'người cao quý nhất trong Cung điện'), tên khai sinh là Arjumand Banu Begum (27 tháng 4 năm 1593 - 17 tháng 6 năm 1631) Hoàng hậu của Đế quốc Mogul từ ngày 19 tháng 1 năm 1628 đến ngày 17 tháng 6 năm 1631 với tư cách là người vợ được sủng ái nhất của hoàng đế Mogul Shah Jahan. Ngôi đền Taj Mahal ở thành phố Agra,  nằm bên sông Yamuna, thuộc bang Uttar Pradesh, Ấn Độ. Nơi đây được coi là một trong những Kỳ quan thế giới cũng là nơi nhà vua cho xây dựng lăng mộ dành cho bà.
Mumtaz Mahal sinh ra là Arjumand Banu Begum ở Agra trong một gia đình quý tộc Ba Tư. Bà là con gái của Abu'l-Hasan Asaf Khan, một quý tộc Ba Tư giàu có, người giữ chức vụ cao trong Đế quốc Mogul, và là cháu gái của Hoàng hậu Nur Jahan, vợ chính của Hoàng đế Jahangir và là người có quyền lực sau hoàng đế.
Bà kết hôn ở tuổi 19 vào ngày 10 tháng 5 năm 1612 hoặc ngày 16 tháng 6 năm 1612 với Hoàng tử Khurram, sau này được biết đến với tôn hiệu là Shah Jahan, người đã phong cho bà danh hiệu "Mumtaz Mahal" (tiếng Ba Tư: người cao quý trong Cung điện).
Mặc dù đã hứa hôn với Shah Jahan từ năm 1607, nhưng cuối cùng bà đã trở thành vợ thứ hai của ông vào năm 1612. Mumtaz sinh cho chồng được 14 người con, trong đó có Jahanara Begum (người con gái được Shah Jahan yêu quý), và Thái tử Dara Shikoh, người thừa kế,, được cha xức dầu trong nghi lễ thánh, người tạm thời kế vị ông cho đến khi bị phế truất bởi người con thứ sáu của Mumtaz Mahal, Aurangzeb, người cuối cùng kế vị cha mình trở thành hoàng đế Mogul thứ sáu vào năm 1658.
Mumtaz Mahal mất năm 1631 tại Burhanpur, Deccan (Madhya Pradesh ở  miền trung Ấn Độ ngày nay), khi sinh người con thứ 14, một cô con gái tên là Gauhar Ara Begum. Hoàng đế Shah Jahan đã xây dựng Taj Mahal làm lăng mộ cho bà được coi là tượng đài của tình yêu bất diệt. Cũng như các bà hoàng Mogol khác, không có bức chân dung hiện đại nào về hoàng hậu Mumtaz Mahal được chấp nhận, nhưng rất nhiều bức chân dung tưởng tượng đã được vẽ nên từ thế kỷ 19 trở đi. Bà bị gọi sai tên thành "Taj Bibi", đó là sự thay đổi danh hiệu Mumtaz của bà và trên thực tế là danh hiệu của mẹ chồng, Jagat Gosain.

## Gia đình và tiểu sử
Mumtaz Mahal được sinh ra với cái tên Arjumand Banu vào ngày 27 tháng 4 năm 1593 tại Agra, một thành phố nằm bên sông Yamuna, thuộc bang Uttar Pradesh, Ấn Độ ngày nay.
Bà là con gái của ông Abu'l-Hasan Asaf Khan và bà Diwanji Begum, con gái của một quý tộc Ba Tư, Khwaja Ghias-ud-din của Qazvin.
Asaf Khan là một quý tộc Ba Tư giàu có, giữ chức vụ cao trong Đế chế Mogul. Gia đình ông đến Ấn Độ trong cảnh nghèo khó vào năm 1577, khi cha ông là Mirza Ghias Beg (thường được biết đến với danh hiệu I’mtimad-ud-Daulah), được đưa vào phục vụ Hoàng đế Akbar ở Agra.
Asaf Khan cũng là anh trai của Hoàng hậu Nur Jahan, khiến Mumtaz trở thành cháu gái, và sau này trở thành con dâu của Nur Jahan, người vợ được sủng ái của Hoàng đế Jahangir, cha của Shah Jahan. Chị gái của bà là Parwar Khanu đã kết hôn với Sheikh Farid, con trai của Nawab Qutubuddin Koka, thống đốc của Badaun, người cũng là anh nuôi của hoàng đế Jahangir.
Mumtaz cũng có một người anh trai, Shaista Khan, người đã từng là thống đốc của Bengal và nhiều tỉnh khác thuộc đế chế trong thời kỳ trị vì của Shah Jahan.
Ngoài ra bà cũng rất nổi bật về phương diện học tập và là một phụ nữ tài năng và có văn hóa. Bà thông thạo tiếng Ba Tư và tiếng Ả Rập cũng như sáng tác thơ ca, bên cạnh đó còn là người bảo trợ cho các học giả và học giả.
Bà được cho là có sự kết hợp giữa khiêm tốn và đoan trang, một người phụ nữ ấm áp, thẳng thắn nhưng tự cao về bản thân. Khi còn ở độ tuổi xuân thì, bà đã thu hút sự chú ý của giới quý tộc quan trọng của vương quốc. Hoàng đế Jahangir chắc chắn đã nghe về cô gái này, vì ông sẵn sàng đồng ý cho con trai là hoàng tử Shah Jahan đính hôn với bà.

## Con cái
1. Shahzadi Huralnissa Begum (1613 - 1616)
 
2. Shahzadi (Imperial Princess) Jahanara Begum) (1614 - 1681)
 
3. Shahzada (Imperial Prince) Dara Shikoh (1615 - 1659)

4. Shahzada Mohammed Sultan Shah Shuja Bahadur (1616 - 1660)

5. Shahzadi Roshanara Begum (1617 - 1671)

6. Badshah Mohinnudin Mohammed Aurangzeb (1618 - 1707)

7. Shahzada Sultan Ummid Baksh (1619 - 1622)

8. Shahzadi Surayya Banu Begum (1621 - 1628)

9. Shahzada Sultan Murad Baksh (1624 - 1661)

10. Shahzada Sultan Luftallah (1626 - 1628)

11. Shahzada Sultan Daulat Afza (1628 - ?)

12. Shahzadi Husnara Begum (1630 - ?)

13. Shahzadi Gauhara Begum (1631 - 1707)

14.Samedia ((imperial princess))